# 1,2-二(二苯基膦基)乙烯
1,2-二(二苯基膦基)乙烯（dppv）是一种有机磷化合物，化学式为C2H2(PPh2)2，其中Ph为C6H5。它的顺式和反式异构体都是已知的，但顺式异构体研究更多。它可由二苯基膦和1,2-二氯乙烯在氢氧化钾的存在下于DMSO中反应得到。它可以和金属形成配合物。它可以被过氧化氢氧化为相应的P,P'-二氧化物。